# Nicolò Arimondi
Nicolò Arimondi (Chiusa di Pesio, 1867 – Padova, 1935) è stato un militare e dirigente sportivo italiano.

## Biografia
Nicolò Arimondi nato da una famiglia agiata e molto nota nella sua città intraprese molto giovane la carriera militare. Era nipote di Giuseppe Arimondi.
Durante la Guerra italo-turca fu decorato con una medaglia di bronzo durante l'avanzata del Regio Esercito verso Henni, il 26 ottobre 1911. Rientrato in Patria fu inviato di stanza a Roma  nel I° granatieri di Sardegna. Qui conobbe il medico Carlo Colombo, che di li a poco avrebbe messo in atto il primo esperimento di Scautismo in Italia.
Arimondi, ben inserito nell'ambiente sportivo della capitale nel febbraio 1913  fu eletto segretario della Sezione Istruzione pre-militare della Società Podistica Lazio. Questa nomina fu preziosa per aiutare lo stesso Colombo ad organizzare il primo raduno di ragazzi sull'esempio degli scout di Robert Baden-Powell.L'evento, tenutosi a Roma, ebbe un grande successo..Fu promosso Colonnello durante la grande guerra. Morì a Padova nel 1935 ed a lui è intitolata una strada della città.